# Big Cabin
Big Cabin är en kommun (town) i Craig County i Oklahoma. Vid 2010 års folkräkning hade Big Cabin 265 invånare.